# ترتینوئین
ترتینوئین (به انگلیسی: TRETINOIN)
رده درمانی: از مشتقات ویتامین A
اشکال دارویی: پماد، ژل و لوسیون

## موارد مصرف
ترتینوئین برای درمان آکنه خفیف غیر التهابی به کار می‌رود. این دارو در درمان اختلالات کراتین سازی پوست مانند پسوریازیس نیز به کار می‌رود.

## مکانیسم اثر
ترتینوئین با تغییر بیان ژنی چسبندگی اپی تلیوم فولیکولار را کم کرده و تشکیل میکروکومدون را کاهش می‌دهد. ترتینوئین، دانه‌های ریز سر سفید یا سر سیاه (کومدونها) را از بین می‌برد. همچنین مانع به وجود آمدن کمدون‌ها می‌شود.

## عوارض جانبی
حساسیت، قرمزی، خشکی، پوسته ریزی و گاهی خارش